# The Matrix: Path of Neo
 The Matrix: Path of Neo — третя відеогра, заснована на трилогії фільмів « Матриця», і друга розроблена Shiny Entertainment. Гравці мають можливість взяти під свій контроль самого Нео, відіграючи відомі сцени з фільму. Гра вийшла 8 листопада 2005 року в США.

## Огляд

Протягом п'ятдесяти рівнів у грі відновлюються всі основні сцени з усієї трилогії «Матриця», а також присутні сцени, придумані братами Вачовскі спеціально для гри.
На початку гри, гравець керує Томасом Андерсоном, який ще не володіє силою Нео. Протягом гри, гравець буде поступово отримувати нові прийоми і навчатися нових технік бою. Частина цих умінь складають прийоми, використані Нео у фільмі, включаючи ухилення від куль, зупинка куль, і політ. Крім рукопашних сутичок, в грі також присутні різні типи зброї, як рукопашної (різні типи мечів, палиць, труб тощо), так і вогнепальної (штурмові гвинтівки, пістолети, гранатомети тощо).
Під час гри гравець може зустріти персонажів з фільмів, включаючи Триніті і Морфеуса.
Від рівня до рівня гравцеві показуються відео-нарізки з фільмів, а також з «Аніматриці» і з попередньої гри «Enter the Matrix».
Цікаво, що брати Вачовські, режисери фільмів і автори сценарію, змінили кінець гри, сказавши, що закінчення «Матриці: Революції» занадто «безглузде» для гри. У результаті після бою з Смітом, гравець повинен убити Мега Сміта — гігантську ожилу скульптуру, зібрану з уламків будівель, автомобілів та інших слідів руйнування. У фінальних титрах грає мелодія «We Are the Champions» групи «Queen».

## Здібності
Уповільнює час для проведення ще потужніших ударів, більш швидкого руху і для розглядання слідів куль.
Ухилення від куль
Імітує ухилення від куль з «Матриці».
Зупинка куль (замінює ухилення від куль)
Зупиняє кулі, що летять у напрямку до гравця і відправляє їх назад.
Бачення коду
Дозволяє бачити код Матриці і, таким чином, помічати ворогів навіть за стінами, і також визначати рівень їхнього здоров'я.
Антигравітаційний стрибок
Більш високий стрибок.

## Цікаві факти
- На початку гри гравець може дізнатися, що станеться, якщо Нео вибере синю таблетку.
- Сцена в «Seraph's Apology» — бій на стовпах, дуже схожа на фінальний бій у фільмі Iron Monkey. Юень Ву Пін, постановник трюків у Матриці, був режисером цього фільму.
- Протягом рівня «Seraph's Apology» Нео і Серафим, захоплені сутичкою, потрапляють до кінозалу. На екрані позаду них грає аналогічна сцена бою між Нео і Серафимом в «Матриця: перезавантаження». Під час бою несподівано з'являється незадоволений глядач і говорить Нео і Серафиму забиратися геть. Глядача можна вбити, кинувши в його бік мітлу.
- Коли Триніті наставляє на Агента пістолет на рівні на даху, вона говорить «Нам це не потрібно», тоді як у фільмі вона говорить «Спробуй вивернутися».
- Кілька рівнів з гри схожі на відомі Гонконзькі бойовики (П'яний майстер 2, Круто зварені, Iron Monkey).
- Гра розроблялася відразу на три платформи — PlayStation 2, Xbox і PC — внаслідок чого навіть на «топових» конфігураціях комп'ютера досить відчутна низька продуктивність рушія. Патчі, що вийшли невдовзі після релізу — в основному — правили помилки шрифтів і перекладів і тільки деякі графічні баги.
- У місії щодо «захисту червоної таблетки» можна зустріти книжку «Шлях Нео».